# Tmesisternus subvinculatus
Tmesisternus subvinculatus är en skalbaggsart som beskrevs av Stefan von Breuning 1961. Tmesisternus subvinculatus ingår i släktet Tmesisternus och familjen långhorningar. Inga underarter finns listade i Catalogue of Life.